# Maria Falska
Maria Barbara Falska – polska literaturoznawczyni, specjalizująca się w literaturoznawstwie romańskim, dr hab. nauk humanistycznych, pracownik Instytutu Neofilologii na Wydziale Filologicznym Uniwersytetu Marii-Curie Skłodowskiej na stanowisku profesora uczelni.

## Życiorys
Obroniła pracę doktorską, 25 października 2006 habilitowała się na podstawie pracy zatytułowanej Świat dramatyczny Carlosa Arnichesa: próba strukturalnego odczytania tekstu. Pracowała w Pomorskiej Wyższej Szkole Nauk Stosowanych w Gdyni.
W swych badaniach skupia się głównie na porównaniu teatru hiszpańskiego oraz francuskiego z wieku XVII, a także charakterystyce współczesnego teatru oraz dramatu hiszpańskiego i hispanoamerykańskiego.
W przeszłości obejmowała funkcję profesora nadzwyczajnego i dyrektora w Instytucie Filologii Romańskiej na Wydziale Humanistycznym Uniwersytetu Marii Curie-Skłodowskiej.

## Publikacje
- 2007: El teatro español del siglo XX en Polonia: Dos traducciones de "Luces de Bohemia"[1]
- 2008: Algunos ejemplos de „juego verbal” como recurso cómico en el teatro de Enrique Jardiel Poncela[1]
- 2009: La relación tiempo dramático - tiempo escénico sobre algunos ejemplos del teatro español del siglo XX[1]